# Тузово
Ту́зово (рос. Тузово) — присілок у складі Альменєвського округу Курганської області, Росія.
Населення — 95 осіб (2010, 140 у 2002).
Національний склад станом на 2002 рік:
- татари — 88 %